# شمال السهل العظيم
شمال السهل العظيم هي واحدة من سبع مناطق بالمجر المحددة منذ 1966 وتتكون من ثلاث مقاطعات: هايدو-بيهار، ياس-نادكون-سولنك ، سابولكس-ساتمار-بيريغ.

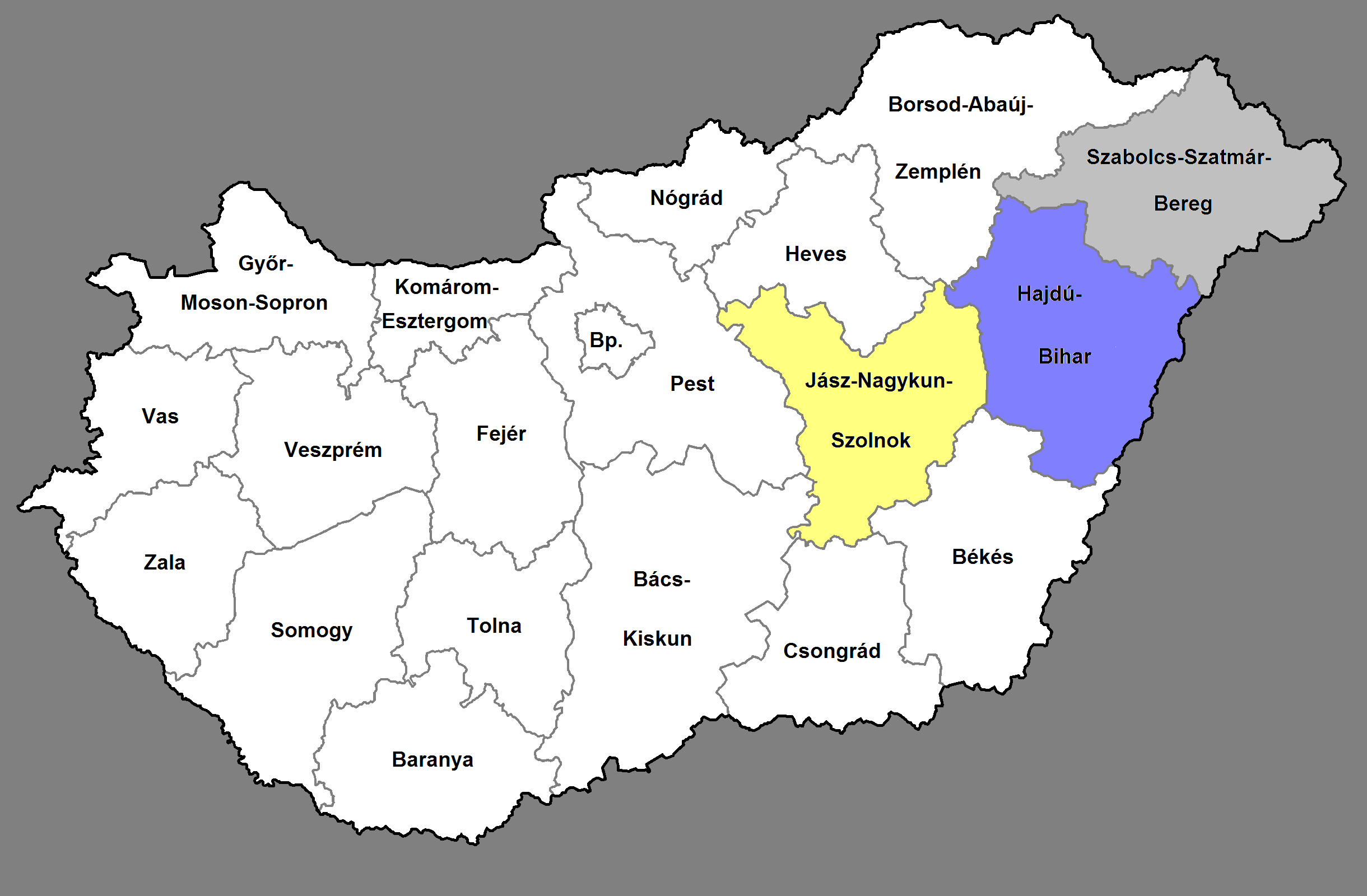
خريطة شمال السهل العظيم